# Iniistius baldwini
 Iniistius baldwini és una espècie de peix de la família dels làbrids i de l'ordre dels perciformes.

## Morfologia
Els mascles poden assolir els 20,4 cm de longitud total.

## Distribució geogràfica
Es troba a les Hawaii, Vietnam i Taiwan.